# Réalisme magique (Belgique)
Quelques représentants en Belgique du courant du réalisme magique.

## En peinture
- Jos Albert
- Paul Delvaux
- Octave Landuyt
- Henri Lievens
- René Magritte
- Aubin Pasque
- Jef Van Tuerenhout
- Richard Waegeneer

## En littérature
- Hubert Lampo
- Johan Daisne
- Franz Hellens
- Xavier Hanotte
- Paul Willems
- Thomas Owen
- Jean Ray
- Jan Bucquoy
- Anne Richter

## Au cinéma
- André Delvaux